# Headley, Surrey
Headley är en civil parish i Storbritannien.   Den ligger i grevskapet Surrey och riksdelen England, i den södra delen av landet, 28 km söder om huvudstaden London. Headley gränsar till Ashtead.